# Чоботар (рід)
Чоботар (Recurvirostra) — рід сивкоподібних птахів родини чоботарових (Recurvirostridae).

## Види
| Види чоботарових                                     | Види чоботарових | Види чоботарових     | Види чоботарових |
| Назва                                                | Зображення       | Поширення            | Примітки         |
| ---------------------------------------------------- | ---------------- | -------------------- | ---------------- |
| Чоботар американський Recurvirostra americana        |                  | Північна Америка     |                  |
| Чоботар гірський Recurvirostra andina                |                  | Південна Америка     |                  |
| Чоботар синьоногий Recurvirostra avosetta            |                  | Європа, Західна Азія |                  |
| Чоботар австралійський Recurvirostra novaehollandiae |                  | Австралія            |                  |

Крім того, з пізньоеоценових відкладень Франції описано викопний вид Recurvirostra sanctaneboulae.